# Hans-Dietrich Möller
Hans-Dietrich Möller (* 20. Februar 1928 in Remplin; † 19. Juli 1987) war ein deutscher Ingenieurwissenschaftler und Parteifunktionär der DDR-Blockpartei NDPD. Er war Abgeordneter der Volkskammer der DDR.

## Leben
Möller, Sohn eines Lehrers, besuchte die Oberschule und legte das Abitur ab. 1946 trat er der FDJ bei. Von 1947 bis 1951 studierte er an der Universität Rostock und schloss sein Studium als Fachlehrer für Mathematik ab. 1949 wurde er Mitglied der NDPD und des FDGB. Von 1952 bis 1957 war er wissenschaftlicher Assistent am Institut für Schiffsstatik der Universität Rostock. 1956 promovierte er sich zum Dr.-Ing. („Die Erweiterung der normalen Rahmenberechnungsmethoden auf druck- und zugbelastete Tragwerke und ihre Anwendung auf Stabilitätsprobleme“). Von 1957 bis 1959 war er Dozent an der Ingenieurschule für Flugzeugbau Dresden, von 1959 bis 1961 Abteilungsleiter im Forschungszentrum der Luftfahrtindustrie und ab 1961 Fachgebietsleiter, Arbeitsbereichsleiter und zuletzt Hauptabteilungsleiter im Institut für Leichtbau und ökonomische Verwendung von Werkstoffen in Dresden. Hier gab er mehrere Publikationen zum „Programmsystem AUTRA“ heraus.
Von 1961 bis 1964 war er Stadtbezirksverordneter und Stadtrat in Dresden-Mitte. Ab 1962 war er Mitglied des Bezirksausschusses und von 1969 bis 1976 Vorsitzender des Kreisvorstandes Dresden-Stadt sowie ab 1976 Mitglied des Bezirksvorstandes Dresden der NDPD. Ab 1976 war er zudem stellvertretender Vorsitzender des Bezirksausschusses Dresden der Nationalen Front. 
Von 1967 bis zu seinem Tode war Möller Abgeordneter der Volkskammer der DDR und dort Mitglied des Ausschusses für Industrie, Bauwesen und Verkehr.

## Auszeichnungen
- Vaterländischer Verdienstorden in Bronze
- Verdienstmedaille der DDR
- Verdienter Aktivist